# Lamponega arcoona
Lamponega arcoona là một loài nhện trong họ Lamponidae. Loài này được phát hiện ở phía nam của Australië.